# Roman Skorniakov
Roman Skorniakov, né le 17 février 1976 à Sverdlovsk en Union soviétique, est un patineur artistique ouzbek, septuple champion d'Ouzbékistan de 1997 à 2003.

## Biographie

### Carrière sportive
Roman Skorniakov est né en Union soviétique à Sverdlovsk (aujourd'hui Iekaterinbourg) aux pieds des Monts Oural en Sibérie. Il a 15 ans lors de la chute de l'URSS en 1991. Il représente la Russie au début de sa carrière sportive, avant de représenter l'Ouzbékistan à partir de 1996. Il est septuple champion d'Ouzbékistan de 1997 à 2003.
Il représente son pays à quatre championnats des quatre continents (1999 à Halifax, 2000 à Osaka, 2001 à Salt Lake City et 2002 à Jeonju), 
sept mondiaux (1997 à Lausanne, 1998 à Minneapolis, 1999 à Helsinki, 2000 à Nice, 2001 à Vancouver, 2002 à Nagano et 2003 à Washington DC) et à deux Jeux olympiques d'hiver (1998 à Nagano et 2002 à Salt Lake City).
Roman Skorniakov et sa compatriote et épouse Tatiana Malinina s'entraînent mutuellement au cours de la dernière partie de leur carrière après le décès de leur ancien entraîneur Igor Ksenofontov.
Il arrête les compétitions sportives après les mondiaux de 2003.

### Reconversion
Après s'être retiré des compétitions, Roman Skorniakov travaille comme entraîneur de patinage à Reston en Virginie.

### Vie privée
Roman Skorniakov épouse la patineuse Tatiana Malinina en janvier 2000. Ils ont deux enfants : un fils, Ilia Malinin (né en 2004) et une fille (née en 2014). Leur fils est un patineur artistique de compétition aux États-Unis.

## Palmarès
| Compétition                | 1995    | 1996    | 1997    | 1998    | 1999    | 2000    | 2001    | 2002    | 2003    |  |  |  |  |  |
| Jeux olympiques d'hiver    |         |         |         | 19e     |         |         |         | 19e     |         |  |  |  |  |  |
| Championnats du monde      |         |         | 20e     | 14e     | 21e     | 17e     | 20e     | 19e     | 20e     |  |  |  |  |  |
| Quatre continents          |         |         |         |         | 9e      | 7e      | 12e     | 7e      |         |  |  |  |  |  |
| Championnats de Russie     | 16e     | 11e     |         |         |         |         |         |         |         |  |  |  |  |  |
| Championnats d'Ouzbékistan |         |         | 1er     | 1er     | 1er     | 1er     | 1er     | 1er     | 1er     |  |  |  |  |  |
|                            |         |         |         |         |         |         |         |         |         |  |  |  |  |  |
| Grand Prix ISU             | 1994/95 | 1995/96 | 1996/97 | 1997/98 | 1998/99 | 1999/00 | 2000/01 | 2001/02 | 2002/03 |  |  |  |  |  |
| Coupe d'Allemagne          |         |         |         |         |         |         | 7e      | 11e     |         |  |  |  |  |  |
| Trophée de France          |         |         |         |         | 7e      |         |         |         |         |  |  |  |  |  |
| Trophée NHK                |         |         |         | 12e     | 8e      | 4e      | 10e     | 7e      |         |  |  |  |  |  |
|                            |         |         |         |         |         |         |         |         |         |  |  |  |  |  |